# Bécasseau à longs doigts
Calidris subminuta
Espèce
Synonymes
- Erolia subminuta

Statut de conservation UICN

 LC  : Préoccupation mineure
Le Bécasseau à longs doigts (Calidris subminuta) est une espèce d'oiseaux de la famille des Scolopacidae.

## Description
Cet oiseau mesure 13 à 15 cm. Il possède de longues pattes jaunâtres et un long cou mis en évidence lorsqu'il se dresse.

## Habitat
Son aire fragmentée s'étend à travers les forêts de Sibérie ; il hiverne dans l'écozone indomalaise, en Nouvelle-Guinée et de manière plus dissoute en Australie.
Il a été repéré en Angleterre en 1970, 1982, septembre 2011 et octobre 2021 ; en Irlande en 1996, en Finlande en 2007, aux Pays-Bas en 2009, en Allemagne en juin 2011, et pour la première fois en France en novembre 2011.

## Comportement
Le Bécasseau à longs doigts se nourrit seul ou en petits groupes, parfois en compagnie d'autres limicoles, dans la végétation palustre ou aquatique. Alarmé, il étire son cou à la manière d'un Combattant varié ou d'un Bécasseau à queue pointue.

### Sources
- Taylor D. (2006) Guide des limicoles d'Europe, d'Asie et d'Amérique du Nord. Delachaux & Niestlé, Paris, 224 p.
- (fr) CITES : taxon  Calidris subminuta (sur le site du ministère français de l'Écologie) (consulté le 30 juin 2015)
- (en) UICN : espèce Calidris subminuta (Middendorff, 1853) (consulté le 30 juin 2015)